# النواعره الاحمر (بني قيس الطور)

تعديل مصدري - تعديل

النواعره الأحمر هي إحدى قرى عزلة ربع الشمري بمديرية بني قيس الطور التابعة لمحافظة حجة، بلغ تعداد سكانها 212 نسمة حسب تعداد اليمن لعام 2004.